# Горняцкое сельское поселение (Кемеровская область)
Горня́цкое се́льское поселе́ние — упразднённое муниципальное образование в Ленинск-Кузнецком районе Кемеровской области. Административный центр — посёлок Восходящий.

## История
Горняцкое сельское поселение образовано 17 декабря 2004 года в соответствии с Законом Кемеровской области № 104-ОЗ.

## Население
| 2010  | 2011  | 2012  | 2013  | 2014  | 2015  | 2016  |
| ----- | ----- | ----- | ----- | ----- | ----- | ----- |
| 2496  | ↘2493 | ↘2435 | ↘2408 | ↘2362 | ↘2361 | ↘2325 |
| 2017  | 2018  | 2019  |       |       |       |       |
| ↘2285 | ↘2230 | ↘2154 |       |       |       |       |

## Состав сельского поселения
| № | Населённый пункт | Тип населённого пункта          | Население |
| - | ---------------- | ------------------------------- | --------- |
| 1 | Восходящий       | посёлок, административный центр | 950       |
| 2 | Горняк           | посёлок                         | 102       |
| 3 | Егозово          | посёлок железнодорожной станции | 815       |
| 4 | Клейзавода       | посёлок                         | 329       |
| 5 | Новоильинский    | посёлок                         | 33        |
| 6 | Новокамышинский  | посёлок                         | 81        |
| 7 | Солнечный        | посёлок                         | 186       |